# Ягов, Вальтер фон
Вальтер фон Ягов (нем. Walther von Jagow; 19 августа 1867, Перлеберг — 27 марта 1928, Потсдам) — немецкий военачальник, генерал от кавалерии.

## Биография
Фон Ягов роисходил из альтмаркского дворянского рода. 18 марта 1887 вступил фанен-юнкером в гусарский полк «Фон Цитен» (Бранденбургский) № 3. Там он последовательно стал секунд-лейтенантом (19 сентября 1888) и оберлейтенантом (27 января 1897). 12 июня 1901 стал командиром эскадрон с одновременным производством в чин ротмистра. С 25 июля 1904 по 17 октября 1909 служил инструктором в ганноверском пехотном Институте верховой езды, а затем в качестве адъютанта в III Инспекции армии. 21 апреля 1911 произведён в майоры и с 18 апреля 1913 служил при штабе драгунского полка «Барон фон Мантойфель» (Рейнский) № 5, где к началу Первой мировой войны состоял в должности командира 7-го запасного драгунского полка.

### Первая мировая война
Первым крупным сражением на Западном фронте для фон Ягова стала битва при Нёфшато и Лонгви. 15 января 1915 он был назначен командиром кадрового полка, затем последовали другие бои на Западе до сентября 1915 года, когда он был переведён вместе со своей частью на Восточном фронте. Там он участвовал в кампании против Сербии, и после окончания боевых действий был снова переведён на Западный фронт. Уже в чине подполковника (с 6 июня 1916), с 15 января 1918 он командовал 16-м запасным пехотным полком, а с 7 сентября того же года — 30-м спешенным кавполком. Находясь на этой должности, 20 сентября фон Ягов был произведён в полковники.

### После войны
По окончании войны командовал различными полками кавалерии: с 18 декабря 1918 3-м гусарским, далее с 1 мая 1919 года — 11-м кавалерийским, затем по 1 мая 1920 — 16-м конным в Касселе.
1 июня 1922 переведён в штаб II округа в Штеттин. Спустя месяц после повышения (генерал-майор с 1 января 1923) Вальтер фон Ягов сам возглавил округ, но и это назначение оказалось краткосрочным, уже через три месяца он занял должность командира 1-й кавалерийской дивизии (Франкфурт-на-Одере). С 1 апреля 1925 — генерал-лейтенант.
30 апреля 1927 фон Ягов был уволен в отставку с одновременным производством в чин генерала от кавалерии.
Скончался 27 марта 1928 года в Потсдаме.

## Награды
- Орден Красного орла 4-го класса (Королевство Пруссия)
- Орден Прусской короны 4-го класса (Королевство Пруссия)
- Крест «За выслугу лет»[нем.] (за 25 лет беспорочной службы) (Королевство Пруссия)
- Орден Альбрехта рыцарский крест 1-го класса (Королевство Саксония)
- Орден Княжеского Дома Липпе почётный крест 3-го класса
- Орден Фридриха рыцарский крест 1-го класса (Королевство Вюртемберг)
- Орден Святого Иоанна кресты рыцаря Чести и Правосудия
- Королевский орден Дома Гогенцоллернов рыцарский крест с мечами (Королевство Пруссия)
- Железный крест (1914) 2-го и 1-го класса
- Орден «За военные заслуги» 3-го класса с мечами (Королевство Бавария)
- Крест «За военные заслуги» 1-го класса (Герцогство Брауншвейг)
- Крест «За военные заслуги» 3-го класса с военными украшениями (Австро-Венгрия)
- Железный Полумесяц (Османская империя)